# Campanulaceae
- Commons
- Wikispecies

Campanulaceae é uma família de plantas angiospérmicas (plantas com flor, divisão Magnoliophyta), pertencente à ordem Asterales.
Algumas características: androceu isostêmone com 5 estames e anteras introrsas; óvulos numerosos; formação de látex; estiletes sem indúsio e com tricomas coletores; androceu isostêmone com 5 estames e anteras introrsas; folhas simples, inteiras ou serreadas, com nervação peninérvea e se dispondo quase sempre alternadamente; inflorescência terminais ou axilares; flores vistosas, apresentando protandria; fruto do tipo cápsula ou drupa; algumas espécies de Labelia produzem alcaloides que apresentam propriedades farmacológicas.

## Etimologia
O gênero capanulo dá origem ao nome da família, que deriva a partir da morfologia da multiplicidade de seu receptáculo floral.

## Morfologia
As flores possuem simetria zigomorfas e dificilmente actinomorfas. São diclamídeas, bissexuadas e bastante vistosas com colorações alaranjadas, avermelhadas e esbranquiçadas. O cálice tem sua prefloração valvar,  aberta ou imbricado. A corola é geralmente gamopétala. Androceu isostêmone, com estames em números de 5, comumente unidos pelos filetes ou anteras, que geralmente estão incluídos sobre as pétalas(epipétalo). As folhas simples, inteiras ou serreadas são repetidas vezes carnosas, alternas (quase sempre), opostas ou verticilados.

## Distribuição
A família exibe uma distribuição cosmopolita. No Brasil, a mesma é encontrada nas seguintes regiões e cidades: Região Norte (Acre, Pará, Amazônia, Roraima, Rondônia), Nordeste (Alagoas, Bahia, Ceará, Pernambuco, Piauí, Paraíba), Centro-oeste (Mato Grosso do Sul, Mato Grosso, Distrito Federal, Goiás), Sudeste (Rio de Janeiro, São Paulo, Espírito Santo, Minas Gerais) e Sul (Rio Grande do Sul, Santa Catarina, Paraná).
Existem 11 gêneros dentro da família Campanulaceae  (Asyneuma Griseb. & Schenk, Campanula L., Centropogon C.Presl, Hippobroma G.Don, Isotoma(R.Br.) Lindl., Lobelia L., Siphocampylus Pohl, Solenopsis C.Presl, Specularia Heist. ex A.DC., Triodanis Raf., Wahlenbergia Schrad. ex Roth), 6 deles ocorrem no Brasil e apresentam um total de 55 espécies, das quais 39 são endêmicas.

## Importância econômica
As espécies Lovendulaceae klotsck é uma erva com folhas pequenas. A Campanula rapunculoide, encontrada com frequência na Europa, são exemplos que mostram o potencial da família no cultivo ornamental sendo utilizadas no paisagismo.

## Gêneros
| - Adenophora - Apetahia - Astrocodon - Asyneuma - Azorina - Berenice - Brighamia - Burmeistera - Campanula - Campanulastrum - Canarina - Centropogon - Clermontia - Codonopsis - Craterocapsa - Cryptocodon - Cyananthus - Cyanea - Cylindrocarpa - Cyphia - Cyphocarpus - Delissea | - Diastatea - Dielsantha - Downingia - Echinocodon - Edraianthus - Feeria - Gadellia - Githopsis - Grammatotheca - Gunillaea - Hanabusaya - Heterochaenia - Heterocodon - Heterotoma - Hippobroma - Homocodon - Howellia - Hypsela - Jasione - Laurentia - Legenere - Legousia | - Leptocodon - Lightfootia - Lobelia - Lysipomia - Merciera - Michauxia - Microcodon - Monopsis - Musschia - Namacodon - Nemacladus - Nesocodon - Numaeacampa - Ostrowskia - Palmerella - Parishella - Peracarpa - Petromarula - Physoplexis - Phyteuma - Platycodon - Popoviocodonia | - Porterella - Pratia - Prismatocarpus - Pseudonemacladus - Rhigiophyllum - Roella - Rollandia - Ruthiella - Sclerotheca - Sergia - Siphocampylus - Siphocodon - Symphyandra - Theilera - Trachelium - Treichelia - Trematolobelia - Trimeris - Triodanis - Unigenes - Wahlenbergia - Zeugandra |

- Na classificação taxonômica de Jussieu (1789), Campanulaceae é uma ordem botânica da classe Dicotyledones, Monoclinae (flores hermafroditas), Monopetalae (uma pétala), com  corola perigínica (quando a corola se insere à volta do nível do ovário). A ordem apresenta no Sistema de Jussieu 11 gêneros.